# Округ Скот (Минесота)
Округ Скот (енгл. Scott County) је округ у америчкој савезној држави Минесота.

## Демографија
По попису из 2010. године број становника је 129.928, што је 40.43 (45,2%) становника више него 2000. године.
| Група             | 2000.          | 2010.           |
| Белци             | 82.733 (92,4%) | 109.816 (84,5%) |
| Афроамериканци    | 824 (0,9%)     | 3.376 (2,6%)    |
| Азијати           | 1.946 (2,2%)   | 7.347 (5,7%)    |
| Хиспаноамериканци | 2.381 (2,7%)   | 5.771 (4,4%)    |
| Укупно            | 89.498         | 129.928         |